# Левая Радуга
Левая Радуга — ручей на Камчатке. Протекает по территории Усть-Камчатского района Камчатского края России.
Протяжённость составляет 21 км.
Берёт начало в отрогах хребта Кумроч. Генеральное направление течения — восток. Впадает в реку Радуга справа на расстоянии 47 км от её устья.

## Данные водного реестра
По данным государственного водного реестра России относится к Анадыро-Колымскому бассейновому округу.
Код водного объекта — 19070000112220000018194.